# Åsa Cederqvist
Åsa Cederqvist, född 1975 i Stockholm, är en svensk konstnär.
I sin konst arbetar hon med skulptur, foto, film och musik. Hon jobbar med ett egensinnigt visuellt språk som tar sig uttryck i såväl textila skulpturer som visuella ljud- och filmlandskap. Cederqvist var en av medlemmarna i elektro-pop bandet Revl9n  1998-2006. En av låtarna som Åsa Cederqvist sjöng på är deras mest spelade låt; Someone Like You (2000, Because music 2006). 
År 2007 var Åsa Cederqvist konstnärlig ledare för det konstpedagogiska projektet 163 04/ initierat av Tensta Konsthall , och var 2008 gästkonstnär på Zon Moderna för att driva ett konstprojekt med gymnasieungdomar på Moderna museet i Stockholm. I övrigt regisserar Åsa Cederqvist reklamfilm och musikvideos genom Adamsky, samt jobbar som lektor i konst på Konstfack. 
Åsa Cederqvist har bland annat ställt ut på Bonniers Konsthall, Tensta Konsthall, Wetterling Gallery samt på Sala de Arte Di Siquerous i Mexiko.